# Hellmut Ritter
Hellmut Ritter (Helmuth Ritter) (ur. 27 lutego 1892 w Hessisch Lichtenau, zm. 19 maja 1971 w Oberursel (Taunus)) – niemiecki orientalista. Brat Gerharda Rittera i Karla Bernharda Rittera.
Studiował w Halle i Strasburgu. Był uczniem Carla Brockelmanna, Paula Kahle i Carla Heinricha Beckera. W latach 1910–1913 przez rok był asystentem Aby Warburg na Uniw. w Hamburgu. W czasie I wojny światowej pracował jako tłumacz arabskiego, tureckiego i perskiego. Współpracował z Carlem Heinrichem Beckerem, pod którego kierunkiem napisał habilitację. Został następnie profesorem Uniw. w Hamburgu. Jego kariera akademicka w Niemczech została przerwana nagle w 1925 roku, kiedy został skazany za homoseksualizm.
W 1926 wyjechał na zlecenie „Deutsche Morgenländische Gesellschaft” do Stambułu. Od 1935 prowadził wykłady na Uniw. w Stambule, jako profesor filologii orientalnej. Zajmował się badaniami nad islamem i rękopisami arabskimi, które szykował do druku. Propagował turkologię i arabistykę – słabiej wówczas znane dziedziny nauki. Przygotowywał wiele przekładów z arabskiego.
Czasy rządów Hitlera i II wojny światowej przetrwał w Stambule. Światopoglądowo był przeciwnikiem nazizmu. W 1949 wrócił do Niemiec i w 1953 objął stanowisko profesora na seminarium orientalnym Uniw. Goethego we Frankfurcie nad Menem. Po przejściu na emeryturę w 1956 wrócił do Stambułu, gdzie ponownie rozpoczął działalność naukową. Zajął się badaniami nad aramejskim dialektem Turoyo. W 1969, mając 77 lat, zakończył pracę zawodową i przyjechał do Niemiec, gdzie dwa lata później zmarł.

## Publikacje
- Über die Bildersprache Nizami’s', 1927.
- Al-Hasan Ibn Musa an-Naubahti. Die Sekten der Schia, 1931.
- Karagös. Türkische Schattenspiele, Stambuł 1941.
- Ahmad Ghazzali: Aphorismen über die Liebe, 1942.
- Philologika XIII. Arabische Handschriften in Anatolien und Istanbul, 1949.
- Asrar al-balagha, the mysteries of eloquence, 1954.
- Das Meer der Seele, 1955.
- Die Geheimnisse der Wortkunst (Asrar al-balagha) des 'Abdalqahir al-Curcani, 1959.
- Abu-Hamid Muhammad Ibn-Muhammad al- Gazzali: Das Elexir der Glückseligkeit, 1959.
- Abu l-Hasan ‘Ali Ibn Isma’il al-As’ari: Die dogmatischen Anhänger der Lehren des Islam, 1963.
- Turoyo, t. 1, 1967.
- Geschichten und Aphorismen des persischen Dichters und Mystikers, 1995.